# Bob Mark
Robert Ian «Bob» Mark (Albury, 28 de novembre de 1937 − Sud-àfrica, 21 de juliol de 2006) fou un jugador de tennis australià.
En el seu palmarès destaquen tres títols de Grand Slam en dobles masculins i dos més en dobles mixts.

## Torneigs de Grand Slam

### Dobles masculins: 7 (3−4)
| Resultat  | Núm. | Any  | Torneig                      | Parella     | Oponents                    | Marcador                 |
| --------- | ---- | ---- | ---------------------------- | ----------- | --------------------------- | ------------------------ |
| Finalista | 1.   | 1958 | Australian Championships     | Roy Emerson | Ashley Cooper Neale Fraser  | 5−7, 8−6, 6−3, 3−6, 5−7  |
| Guanyador | 1.   | 1959 | Australian Championships     | Rod Laver   | Don Candy Bob Howe          | 9−7, 6−4, 6−2            |
| Finalista | 2.   | 1959 | Wimbledon                    | Rod Laver   | Roy Emerson Neale Fraser    | 6−8, 3−6, 16−14, 7−9     |
| Guanyador | 2.   | 1960 | Australian Championships (2) | Rod Laver   | Roy Emerson Neale Fraser    | 1−6, 6−2, 6−4, 6−4       |
| Finalista | 3.   | 1960 | US Championships             | Rod Laver   | Roy Emerson Neale Fraser    | 7−9, 2−6, 4−6            |
| Guanyador | 3.   | 1961 | Australian Championships (3) | Rod Laver   | Roy Emerson Martin Mulligan | 6−3, 7−5, 3−6, 9−11, 6−2 |
| Finalista | 4.   | 1961 | Internationaux de France     | Robert Howe | Roy Emerson Rod Laver       | 6−3, 1−6, 1−6, 4−6       |

### Dobles mixts: 3 (2−1)
| Resultat  | Núm. | Any  | Torneig                  | Parella         | Oponents                      | Marcador        |
| --------- | ---- | ---- | ------------------------ | --------------- | ----------------------------- | --------------- |
| Guanyador | 1.   | 1959 | Australian Championships | Sandra Reynolds | Renée Schuurman Rod Laver     | 4−6, 13−11, 6−1 |
| Finalista | 1.   | 1959 | US Championships         | Janet Hopps     | Margaret Osborne Neale Fraser | 5−7, 15−13, 2−6 |
| Guanyador | 2.   | 1961 | US Championships         | Margaret Smith  | Darlene Hard Dennis Ralston   | Renúncia        |